# Alicia Adélaide Needham

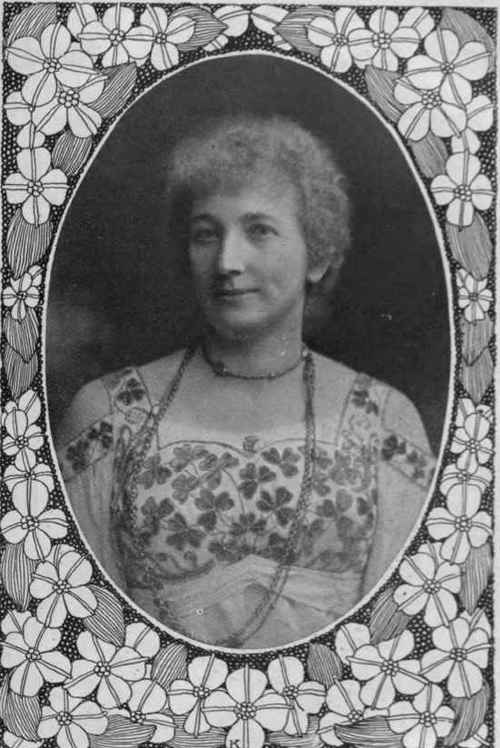
Alicia Adelaide Needham

Alicia Adélaide Needham (geboren 31. Oktober 1863 in Oldcastle, County Meath als Alicia Adélaide Montgomery; gestorben 24. Dezember 1945 in London) war eine irische Komponistin von Liedern und Balladen. Als engagierte Frauenrechtlerin war sie die erste Frau, die in der Royal Albert Hall in London dirigierte, und die erste Präsidentin des Eisteddfod in Wales.

## Beruflicher Werdegang
Sie ging auf ein Internat in Derry und verbrachte das folgende Jahr in Castletown. Sie studierte an der Royal Academy of Music in London, zunächst nur für ein Jahr (wahrscheinlich das Studienjahr 1880/81): Klavier mit dem irischen Pianisten und Komponisten Arthur O’Leary, Harmonie und Kontrapunkt mit Frank Davenport und zeitweise mit George Alexander Macfarren und Ebenezer Prout. Sie nahm 1884 ihr Studium wieder auf, graduierte 1887 und wurde 1889 Lizenznehmerin der Akademie.
Aktiv unterstützt von ihrem Mann, der für sie Konzerte organisierte und ihre ersten Veröffentlichungen arrangierte, begann ihre musikalische Karriere 1894 mit einer Reihe von Publikationen und Klavier- und Liederabenden.

### Persönliches
Sie heiratete 1892 den Londoner Arzt Joseph Needham und brachte 1900 ihr einziges Kind Joseph zur Welt.

## Werk
Insgesamt schrieb sie etwa 700 Kompositionen, die meisten davon Lieder. Es gibt auch einige Duette, Trios und Quartette für Stimmen und Klavier, einige Klaviermusik, einige Orchestrierungen von Liedern, Chorhymnen, Märsche für Blaskapellen und einen Gottesdienst.
In der British Library befinden sich mehr als 200 von ihr veröffentlichte Werke, darunter auch Liederzyklen und ähnliche Sammlungen mit bis zu 12 Stücken. Sie scheint vor 1920 mit dem Komponieren aufgehört zu haben, und von ihr war ab diesem Jahr nur wenig zu hören. Sie starb, weitgehend unbemerkt von der Öffentlichkeit, am Heiligabend 1945 in London.
Dank des späteren Ruhmes ihres Sohnes Joseph Needham als angesehener Biochemiker und Sinologe wurde sein Privatbesitz – einschließlich der Papiere seiner Mutter – zunächst an der University of Bath und danach in Cambridge archiviert. Dazu gehören veröffentlichte Musik, private und berufliche Korrespondenz für die Jahre 1877 bis 1921, umfangreiche Tagebücher über die Jahre 1879 bis 1924, Fotografien, Notizbücher etc. Die Übersicht der „Joseph Needham Papers“ in Cambridge erwähnt, dass ihre umfangreichen Tagebücher eine sehr unglückliche Ehe offenbaren, aber es gibt kein Wort darüber in ihrer Typoskript-Autobiographie, die sie zur Veröffentlichung vorgesehen hatte. In dieser Quelle beschreibt sie ihre frühe Karriere ab Mitte der 1890er Jahre so: „Zehn Jahre lang, ich könnte auch sagen, zwanzig Jahre und mehr, flossen Lieder, Klaviersoli, Quartette, Trios, Liederzyklen, Hymnen, alles aus meiner glücklichen Feder. Sie waren in diesen Jahren so produktiv, dass ich manchmal, wenn ich müde war, Angst hatte, in ein Gedichtband zu schauen, damit mir nicht ein Gedicht auffällt und sich sofort in meinem Kopf vertonte, und ich sollte geneigt sein, wegzulaufen und es niederzuschreiben.“
Ohne familiäre oder musikalische Beziehungen zu Wales wurde sie 1906 zur ersten Präsidentin des National Eisteddfod of Wales ernannt, mit Kollegen wie dem Oberbürgermeister und dem Bischof von London und zwei Lords. Einige Jahre später wurde sie auch zur „Bardin von Wales“ unter dem Titel „Harfe von Irland“ ernannt. Sie war die erste Frau, die in der Royal Albert Hall dirigierte. 1910 war sie V.I.P. bei einem Bankett in Dublin, welches Lord Aberdeen, der damalige Lord Lieutenant von Irland, zu Ehren der „Irish Women of Letters“ gab.
Ihr größter kommerzieller Erfolg war, als sie 1902 den Wettbewerb um den Preis des Liedes für die Krönung von König Edward VII. gewann. Mehr als 300 Komponisten schickten ihren Beitrag ein. Needham erhielt den £100-Preis für einen Song, den sie in letzter Minute schrieb, während sie versehentlich in einem Zimmer im Shelbourne Hotel in Dublin übernachtete.
Der Tod ihres Mannes im Jahr 1920 bedeutete eine ernsthafte Veränderung in Alicia Needhams Lebenslauf. Sie war gezwungen, das Haus und die Möbel, Gemälde, Bücher und Porzellan zu verkaufen und musste in eine wesentlich kleinere Wohnung in einem weniger modernen Stadtteil umziehen. Sie schreibt in ihrer Autobiographie (S. 67–68): „[…] meine Musikzimmerregale blieben leer, und vier Tonnen Bücher wurden weggeschickt, all die besten Sachen und Schätze verkauft, ich habe nur genug für eine kleine Wohnung.“ Wahrscheinlich lebte sie einige Jahre vom Verkauf des Haus- und Familienbesitzes, aber ihr Niedergang ist deutlich sichtbar, da sie nach 1920 nicht mehr komponiert zu haben scheint. Ihre Korrespondenzsammlung endet 1921, ihre Tagebücher enden 1924, ihre Autobiographie 1926. Die „Joseph Needham Papers“ in Cambridge zeigen, dass sie sich der Astrologie und dem Okkultismus zuwandte; sie begann an die Wiedergeburt der Toten zu glauben und widmete sich der sogenannten „Geisterfotografie“. Mitteilungen in der Irish Times und dem British Medical Journal  von 1933 zeigen, dass sie bis dahin in ernsten finanziellen Schwierigkeiten war und gesundheitliche Probleme hatte, wobei ein J.S. Crone von der Irish Literary Society ein „Testimonial“ organisierte. Die letzte öffentliche Nachricht über sie ist, dass sie im Dezember 1934 zum katholischen Glauben konvertierte.

## Veröffentlichungen (Auswahl)
- An Album of Hush Songs (1897)
- The Seventh English Edward (1902)
- A Bunch of Shamrocks: Irish Song Cycle for Four Solo Voices (1904)
- Twelve Small Songs for Small People (1904)
- Four Songs for Women Suffragists (1908)
- A Bunch of Heather: Scottish Song Cycle (1910)
- Army and Navy Songcycle (1912)

## Bibliographie
- Annie Patterson: „Alicia Adelaide Needham“, in: Weekly Irish Times, 9. Juni 1900
- Eithne Nic Pheadair [= Annie Patterson]: „Alicia Adelaide Needham“, in: The Leader 23 (1916) 14, S. 227f
- Jennifer O’Connor & Axel Klein: „Needham, Alicia Adelaide“, in: The Encyclopaedia of Music in Ireland, ed. H. White & B. Boydell (Dublin: UCD Press, 2013)
- Oxford DNB